# Sphenomorphus sibuensis
Sphenomorphus sibuensis este o specie de șopârle din genul Sphenomorphus, familia Scincidae, descrisă de Grismer în anul 2006. Conform Catalogue of Life specia Sphenomorphus sibuensis nu are subspecii cunoscute.